# エリゴネ族
| 名前                    |
| ----------------------- |
| (163) エリゴネ          |
| (933) スージー          |
| (1448) リンドブラディア |
| (3562) Ignatius         |
| (4229) Plevitskaya      |
| (4279) デ・ガスパリス   |
| (4812) Hakuhou          |
| (5026) マルテス         |

エリゴネ族（エリゴネぞく、Erigone family）は、2億8千万年前の小惑星同士の壊滅的な衝突によって出来たと考えられている小惑星族のひとつ。所属している小惑星はどれもよく似た軌道を持つ。この族で最も小惑星番号の若い (163) エリゴネにちなんで名づけられている。2.33から2.39天文単位の軌道長半径を持ち、離心率が0.14から0.21であり、3°から6°の軌道傾斜角を持つ。約50の小惑星が確認されており、命名されている小惑星は表のものがある。